# Cârceni, Mehedinți
Cârceni este un sat în comuna Grozești din județul Mehedinți, Oltenia, România.